# Даґфінн Хьойбротен
Даґфінн Гейбротен (норв. Dagfinn Høybråten; нар. 2 грудня 1957, Осло) — норвезький політик, колишній лідер Християнської демократичної партії (ХДП).

## Біографія
Гейбротен народився в 1957 році в Осло, дитячі роки провів у Несоддене, а також в Саннес, де його батько працював у ветеринарній сфері. У 1984 році Університетом Осло йому було присвоєно ступінь кандидата політичних наук. Одружений, має чотирьох дітей і двох онуків.

### Кар'єра
Гейбротен з молодих років брав активну участь в політичній діяльності і з 1979 року обіймав посаду голови Молодіжної християнської народної партії. З 1997 по 2000 і з 2001 по 2004 рік він очолював Міністерство охорони здоров'я і соціального забезпечення. Після зміни складу уряду в 2004 році, він був призначений на пост міністра праці і соціальних справ. З 2004 по 2011 рік він також обіймав посаду голови Християнської демократичної партії.
Будучи міністром охорони здоров'я, Гейбротен активно просував ідею про заборону куріння в громадських місцях. Підсумком антитютюнової кампанії міністра став законопроєкт, що забороняє куріння в ресторанах, барах і кафе, проте курити як і раніше дозволялося в готельних номерах. У 2004 році ряд ліберальних ЗМІ, зокрема Dagbladet, звинуватили його в фундаменталізмі: так, наприклад, видання заявило, що Хьойбротен виступає проти абортів навіть у випадках зґвалтування. Відповідаючи на публікацію, політик дистанціювався від звинувачень в фундаменталізм, заявивши, що ХДП вважає вчинення аборту після зґвалтування крайнім виходом із ситуації.
У 2005 році був обраний членом Парламенту Норвегії від Rogaland, а в 2009 — переобраний на цю посаду. У 2007 році Хьойбротен також займав пост президента Північного ради. У недавньому минулому оголосив, що не має наміру брати участь в парламентських виборах 2013 года.
Його дітище: Християнська народна партія — ХНП (Kristelig Folkeparti — KFP). Заснована у 1933 р. Налічує близько 50 тис. членів. Голова партії — Дагфінн ХЬОЙБРОТЕН(Dagfinn Hoybraten). Друкований орган — газета «Фолькетс фрамтід» (Folkets Framtid).